# Jayrone Elliott
Jayrone Carez Elliott (* 11. November 1991 in Cleveland, Ohio) ist ein US-amerikanischer American-Football-Spieler. Er spielt auf der Position des Linebackers, zuletzt für die Pittsburgh Steelers in der National Football League (NFL).

## College
Elliott spielte zwischen 2010 und 2013 vier Saisons College Football an der University of Toledo für die Toledo Rockets. In seinem ersten Jahr konnte er in neun Spielen mitspielen, in denen er fünf Tackles erzielte. Als Sophomore konnte er in allen dreizehn Spielen spielen, in denen er 3 Tackles setzte und seinen ersten Sack und seine erste Interception erzielte. 2012 spielte er erneut in allen dreizehn Spielen, in denen er 6 Sacks und  16 Tackles erzielte. In seiner letzten Saison konnte er 70 Tackles setzen, erzielte 9 Sacks und erzwang 5 Fumble.

## Profikarriere
Nachdem er im NFL Draft 2012 nicht ausgewählt wurde, verpflichteten die Green Bay Packers Elliott. Dort konnte er überzeugen und erhielt einen Platz im 53-Mann-Hauptkader. Am zweiten Spieltag der Saison 2015 konnte er den Sieg der Packers gegen die Seattle Seahawks sichern, indem er im vierten Viertel erst eine Interception von Russell Wilson fing und später bei einem Tackle an Fred Jackson einen Fumble erzwang, der von den Packers erobert wurde. Nach der Saison 2016 wurde Elliott zum Free Agent. Am 14. März 2017 wurde er von den Packers für ein Jahr wiederverpflichtet. Er erhielt einen Vertrag über 1,6 Millionen Dollar, was eine nur geringfügig kleinere Summe ist, als wenn die Packers ihn nicht zum Free Agent hätten werden lassen.
Am 3. September 2017 tauschten die Packers Elliott für einen Pick im NFL Draft 2018 zu den Dallas Cowboys. Am 19. September 2017 wurde er entlassen. Der Zeitpunkt, zu dem Elliott entlassen wurde, und die Tatsache, dass er bei den ersten beiden Spielen der Cowboys nicht aktiv war, bedeutete, dass die Packers nicht den konditionalen Pick für die siebten Runde erhielten. Nach Aussage von Rob Demovsky von ESPN hätte Elliott dafür für zwei Spiele aktiv sein müssen.
Am 20. Januar 2018 verpflichteten die New Orleans Saints Elliott. Vor Saisonbeginn wurde er im Rahmen der finalen Kaderverkleinerung entlassen.
Anfang 2019 verpflichteten die San Antonio Commanders aus der neugegründeten Alliance of American Football Elliott. Nach dem achten Spieltag der ersten Saison wurde der Spielbetrieb auf Grund finanzieller Aspekte eingestellt. Bis dahin konnte Elliott 7,5 Sacks erzielen und damit die Liga anführen. Am 8. April 2019 verpflichteten die Miami Dolphins Elliott. Ende Juli 2019 wurde er entlassen.
Am 22. August 2019 verpflichteten die Pittsburgh Steelers Elliott. Im Rahmen der finalen Kaderverkleinerung vor Beginn der Regular Season wurde er entlassen. Nach dem ersten Spieltag verpflichteten die Steelers Elliott erneut. Am 11. Oktober 2019 wurde er erneut entlassen Am 23. Oktober 2019 verpflichteten die Steelers Elliott erneut. Am 31. Oktober 2019 entließen die Steelers Elliott wieder. Am 14. November 2019 wurde er wiederverpflichtet. Die Steelers entließen Elliott jedoch bereits am 18. November 2019 wieder. Ende August 2020 wurde Elliott von den Steelers wiederverpflichtet. Im Rahmen der finalen Kaderverkleinerung wurde er vor Beginn der Saison 2020 entlassen. Am Folgetag wurde er von den Steelers in den Practice Squad aufgenommen. Für den siebten und achten Spieltag wurde Elliott in den aktiven Kader befördert, kehrte aber nach den Spielen im Rahmen der in der Saison 2020 geltenden Ausnahmeregeln wieder in den Practice Squad zurück, ohne die Waiver zu durchlaufen. Da dies nur zweimal in der Saison möglich ist, wurde Elliott am 7. November 2020 von den Steelers vollwertig für den Hauptkader verpflichtet. Insgesamt kam Elliott in acht Spielen der Saison 2020 zum Einsatz. Den größten Einsatz hatte er in den Special Teams mit über 100 Snaps, während er nur 36 Snaps in der Defense spielte. Er konnte sieben Tackles, davon zwei für Raumverlust, und einen Sack erzielen.